# 坎城國際創意節
坎城國際創意節（英語：Cannes Lions International Festival of Creativity），過去名為國際廣告節是為創意傳播、廣告及相關產業最具規模的全球性活動。
坎城國際創意節活動為期五天，包含每年於法國坎城節慶宮舉辦的獅子獎（Lions awards）頒獎典禮。每年六月，約有來自90個國家，共約11,000位代表人參與國際創意節，共同討論產業現行議題，並進行串聯。

## 發展脈絡
受到自1940年代即在坎城例行舉辦的坎城影展啟發，一群隸屬於全球影片廣告協會（簡稱Sawa）的廣告承包商認為廣告製作者理應獲得同樣規格的認同；他們於1954年9月，在義大利威尼斯首次舉辦國際廣告影片節，共有來自14個國家、187部廣告參與。並以維尼斯聖馬可廣場的獅子雕像作為獅像獎盃的靈感來源。
第二屆影片節於摩納哥蒙地卡羅舉行，第三屆於坎城。往後數年於威尼斯及坎城兩地間輪流辦理，直到1984年，始將坎城設為固定舉行地點。近年設列獎項如：1992年，平面與戶外創意獎（Press & Outdoor Lions）；1998年，網路創意獎（Cyber Lions，至2017年止）；1999年，媒體創意獎（Media Lions）；2002年，直效創意獎（Direct Lions）；2005年，廣播創意與鈦獅創新獎（ Radio, and Titanium Lions）；2006年，促銷推廣及促動創意獎（Promo & Activation Lions，至2017年止）；2008年，設計創意獎（Design Lions）；2009年，公關創意獎（PR Lions）；2010年，影片技術獎（Film Craft）；2011年，創意效果獎（Creative Effectiveness）；2012年，品牌內容與娛樂獎（Branded Content & Entertainment），以及行動創意獎（Mobile Lions）；2013年，科技創新獎（Innovation Lions）；2018年，電子商務行銷創意（Creative eCommerce）以及社群及影響者獎（Social & Influencer）。近年來業界人士皆呼籲簡化廣告節獎項，以期能更完妥地反映傳播界現況。有鑑於此，廣告節於2018年進行獎項增刪，設立新的獎項類別、調整成本，並將活動自七天減少為五天。

## 坎城國際創意獎
坎城國際創意獎的評審委員團由世界各地的菁英專家所組成，評審小組皆有各自的分組召集人，小組分類如下：影片，影片技術，產業技術，數位技術，媒體，平面與出版，戶外，直效，醫療、康健，設計，廣播與聲音，行動，品牌體驗與促動，電子商務創意，娛樂，音樂娛樂，公關，創意效果，社群與影響者，數據創意，科技創新，鈦獅，玻璃獅：文化改變以及聯合國永續發展目標。2013年時，國際創意節推出新分組：科技創新獎，旨在「呈現能促進創造的技術及創意」並選出十大創業公司。全球各地的初創企業皆能向國際創意節申請通行證及輔導課程。
其他獎項包含：年度控股公司，年度最佳網絡，年度媒體代理商，年度最佳代理商，年度最佳獨立機構，年度媒體人，新銳導演作品展 ，年度廣告商，並頒發金棕櫚獎給年度最佳製作公司。
即便幾乎人人皆能製作廣告，國際創意節的參展廣告主要由創作者及代理商進行提交，並按年度規定廣告製作期限。評審團按照標準審查廣告的創作及執行度，進而評選出最具創造性的廣告。
WPP集團的創始人 Martin Sorrell 爵士於2009年衛報投稿文章，他認為：國際創意節德入圍成本過高。但一年後他亦聲明：WPP集團確實「非常重視坎城國際創意節」，並期盼能成為「坎城頒獎典禮的領導者」。WPP集團於2011年獲頒第一屆最佳控股公司獎；WPP全球創意總監John O’Keeffe表示：
「坎城國際創意節是唯一的全球性跨領域展覽，涵蓋廣告、設計、數位、媒體、促銷推廣、效果以及其他各種內容。參與其他展覽並不會增加在國際創意節的分數，只憑一兩件作品也很難在此展露鋒芒。要在坎城國際創意節拿下第一名，代表你用唯一且正確的方法，盡到絕對的努力。」
澳洲麥肯廣告公司於2013年，為澳洲鐵路合資公司製作的「各種天然呆的死法 Dumb Ways to Die」共贏得5項大獎，創下單一作品獲得最多獎項的最高紀錄。

## 青年創意競賽
青年創意競賽（過去名為Young Creatives competition）始於1995年，開放予30歲以下的廣告專業人士，以兩人一組報名，於國際創意節期間，分為7個競賽項目：平面、網路、影片、設計、青年行銷者、媒體以及公關。多數國家／地區會先舉行區域競賽以遴選參加國際創意節代表隊伍，優勝者方至國際創意節參與最終競賽。設計競賽於2012年開始舉辦。

## 健康行銷創意節
坎城國際創意節於2012年6月宣布啟動為期兩天的新活動，旨於推廣醫療保健、健康衛生及永續發展議題的創意並交流。健康行銷創意節於2014年6月15日坎城影展開幕後，於坎城節慶宮舉行。兩天的創意節內容探討創意傳播界的各種醫療、保健以及永續發展等議題，甚至進行爭議辯論。此舉獲得各產業特定部門的熱烈歡迎，麥肯廣告的全球健康創意總監Jeremy Perrott認為：「健康行銷創意節為業界提供了展現其最亮眼表現的最佳舞台。」健康行銷創意節自2017年調整舉辦時程，改為與國際創意節同步，但於節慶宮的另一空間進行獨立活動。

## 外部連結
- Cannes Lions International Festival of Creativity（页面存档备份，存于）
- Cannes Lions Archive（页面存档备份，存于）
- Cannes Lions yacht rentals（页面存档备份，存于）